# Maria Mitchellová
Maria Mitchellová (1. srpna 1818 Nantucket – 28. června 1889 Lynn) byla americká astronomka.

## Životopis
Pocházela z kvakerské rodiny, zájem o astronomii převzala od svého otce Williama Mitchella. Od roku 1836 pracovala jako knihovnice v Nantucket Atheneum. Dne 1. října 1847 objevila kometu C/1847 T1, nazývanou také „kometa slečny Mitchellové“. Za svůj objev obdržela zlatou medaili dánského krále Frederika VI. a byla jako první žena v historii přijata do American Academy of Arts and Sciences. Roku 1865 obdržela profesuru na Vassar College a v roce 1869 se stala členkou American Philosophical Society. Významně se angažovala za dostupnější vzdělání pro ženy, přátelila se s předními intelektuály své doby jako byli Herman Melville nebo Ralph Waldo Emerson, byla aktivní feministkou a abolicionistkou. Posmrtně byla uvedena do National Women's Hall of Fame.
Byla podle ní pojmenována Maria Mitchell Observatory na ostrově Nantucket, obchodní loď SS Maria Mitchell a kráter Mitchell na Měsíci.